# Luca Mazzoni
Luca Mazzoni, född 29 mars 1984 i Livorno, är en italiensk före detta fotbollsspelare.

## Karriär
Luca Mazzoni inledde sin karriär i AS Livorno Calcio i hemstaden Livorno. Han gjorde sin första säsong med klubbens a-lag 2004-2005 och fick då göra en match i Serie A.
Mazzoni lånades därefter ut till lag i Serie C1, först Pavia och därefter två säsonger i Lecco, där han var förste målvakt. Mazzoni återvände därefter till Livorno, som degraderats till Serie B, för att agera andra målvakt. 2009-2010 var Livorno tillbaka i Serie A och Mazzoni lånades ut till Arezzo.
Efter återkomsten till moderklubben har Mazzoni åter i huvudsak fått agera back up bakom i tur och ordning Alfonso De Lucia, Francesco Bardi och Vincenzo Fiorillo.
2 september 2013 lånades Mazzoni ut till Serie B-laget Padova, samtidigt gick Luca Anania i motsatt riktning.
Med Livorno tillbaka i Serie B återvände Mazzoni till moderklubben och var säsongen 2014/2015 för första gången ohotad förstemålvakt i hemstadens lag.
Efter att klubben och Mazzoni inte kunnat komma överens om ett nytt kontrakt för målvakten, bröt de båda parterna 13 juli 2015 det existerande kontraktet med trots att ett år återstod. Han skrev istället på för Ternana